# Lomographa marginata
Lomographa marginata är en fjärilsart som beskrevs av Alfred Ernest Wileman 1914. Lomographa marginata ingår i släktet Lomographa och familjen mätare. Inga underarter finns listade i Catalogue of Life.